# Kabinett Madison

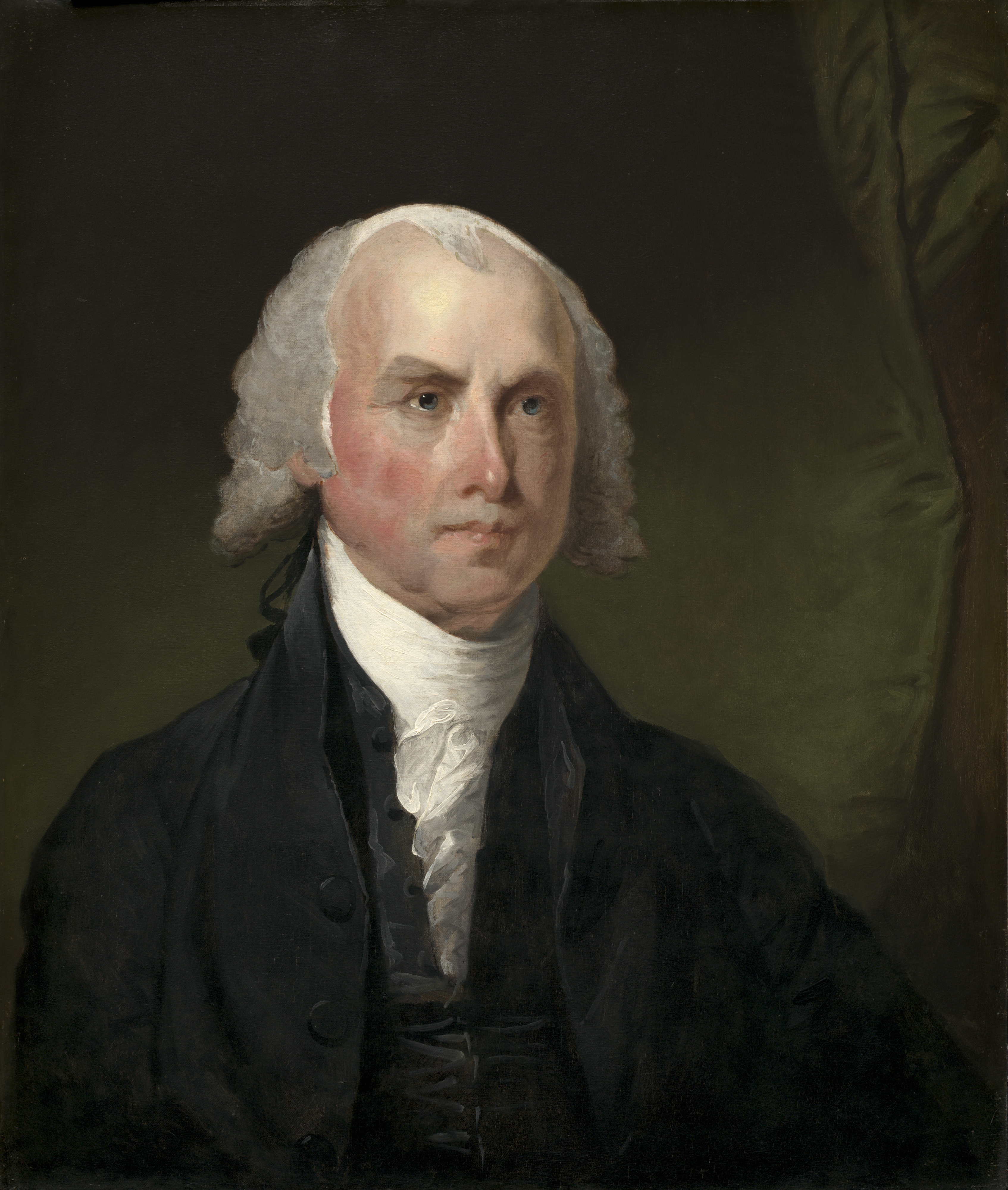
James Madison, vierter Präsident der Vereinigten Staaten

James Madison war der vierte Präsident der Vereinigten Staaten und der dritte nach George Washington und Thomas Jefferson, der zwei aufeinander folgende Amtsperioden absolvieren konnte. 1808 gewann er als Kandidat der Demokratisch-Republikanischen Partei gegen den Föderalisten Charles Cotesworth Pinckney, vier Jahre später gegen den Demokratischen Republikaner DeWitt Clinton, einen innerparteilichen Gegner, der sich gegen den Britisch-Amerikanischen Krieg von 1812 positionierte.
Madison war der einzige Präsident mit zwei Stellvertretern, die jeweils ihre Amtszeit nicht überlebten. George Clinton starb nach drei Jahren im Amt, sein Nachfolger Elbridge Gerry bereits nach eineinhalb Jahren. Es war das erste Mal in der US-Geschichte, dass im Amt des Vizepräsidenten eine Vakanz auftrat.
In sämtlichen Ministerien nahm Madison während seiner achtjährigen Präsidentschaft personelle Umbesetzungen vor. So gab es gleich vier offizielle Marineminister; nach dem Wechsel von William Harris Crawford ins Finanzministerium im Oktober 1816 bekleidete zudem George Graham den Posten über das Ende von Madisons Amtszeit im folgenden März hinaus kommissarisch.

## Mehrheit im Kongress
| Präsident                         | Präsident          | Kongress | Haus  | Haus   | Senat | Senat | Gesamt | Gesamt             |
| --------------------------------- | ------------------ | -------- | ----- | ------ | ----- | ----- | ------ | ------------------ |
|                                   | James Madison (DR) | 11.      |       | 92/142 |       | 27/34 |        | Unified government |
| 12.                               | James Madison (DR) | 107/143  | 30/36 |        |       |       |        | Unified government |
| 13.                               | James Madison (DR) | 114/182  | 28/36 |        |       |       |        | Unified government |
| 14.                               | James Madison (DR) | 119/183  | 26/38 |        |       |       |        | Unified government |
| Quelle: Repräsentantenhaus, Senat |                    |          |       |        |       |       |        |                    |

## Das Kabinett
| Ressort / Amt                          | Amtsinhaber                     | Partei | Partei                           | Zeitraum  | Bild |
| -------------------------------------- | ------------------------------- | ------ | -------------------------------- | --------- | ---- |
| Präsident der Vereinigten Staaten      | James Madison                   |        | Demokratischer Republikaner (DR) | 1809–1817 |      |
| Vizepräsident der Vereinigten Staaten  | George Clinton                  |        | DR                               | 1809–1812 |      |
| Vizepräsident der Vereinigten Staaten  | vakant                          |        |                                  | 1812–1813 |      |
| Vizepräsident der Vereinigten Staaten  | Elbridge Gerry                  |        | DR                               | 1813–1814 |      |
| Vizepräsident der Vereinigten Staaten  | vakant                          |        |                                  | 1814–1817 |      |
| Ministerämter                          |                                 |        |                                  |           |      |
| Außenminister der Vereinigten Staaten  | Robert Smith                    |        | DR                               | 1809–1811 |      |
| Außenminister der Vereinigten Staaten  | James Monroe                    |        | DR                               | 1811–1817 |      |
| Finanzminister der Vereinigten Staaten | Abraham Alfonse Albert Gallatin |        | DR                               | 1809–1814 |      |
| Finanzminister der Vereinigten Staaten | George Washington Campbell      |        | DR                               | 1814      |      |
| Finanzminister der Vereinigten Staaten | Alexander James Dallas          |        | DR                               | 1814–1816 |      |
| Finanzminister der Vereinigten Staaten | William Harris Crawford         |        | DR                               | 1816–1817 |      |
| Kriegsminister der Vereinigten Staaten | William Eustis                  |        | DR                               | 1809–1813 |      |
| Kriegsminister der Vereinigten Staaten | John Armstrong                  |        | DR                               | 1813–1814 |      |
| Kriegsminister der Vereinigten Staaten | James Monroe                    |        | DR                               | 1814–1815 |      |
| Kriegsminister der Vereinigten Staaten | William Harris Crawford         |        | DR                               | 1815–1816 |      |
| Marineminister der Vereinigten Staaten | Paul Hamilton                   |        | DR                               | 1809–1812 |      |
| Marineminister der Vereinigten Staaten | William Jones                   |        | DR                               | 1813–1814 |      |
| Marineminister der Vereinigten Staaten | Benjamin Williams Crowninshield |        | DR                               | 1815–1817 |      |
| Justizminister der Vereinigten Staaten | Caesar Augustus Rodney          |        | DR                               | 1809–1811 |      |
| Justizminister der Vereinigten Staaten | William Pinkney                 |        | DR                               | 1811–1814 |      |
| Justizminister der Vereinigten Staaten | Richard Rush                    |        | Föderalist (F)                   | 1814–1817 |      |
| Postminister der Vereinigten Staaten   | Gideon Granger                  |        | DR                               | 1809–1814 |      |
| Postminister der Vereinigten Staaten   | Return Jonathan Meigs           |        | DR                               | 1814–1817 |      |